# 小島文次郎
小島 文次郎（こじま ぶんじろう、文政8年（1825年） - 明治3年9月7日（1870年10月1日）は、明治時代の一揆指導者。

## 経歴・人物
上野国群馬郡上小塙村の農民。明治2年（1869年）の年貢軽減を求めた高崎五万石騒動の大総代のひとり。のち捕えられ、処刑された。